# Brigadier-chef principal
Brigadier-chef principal est un grade d'encadrement de la filière « sécurité » (police municipale) de la fonction publique territoriale (FPT) depuis 1974. 
Il est le seul grade (BCP) de la catégorie C reconnu pour le commandement lorsqu'il n'existe aucun grade de catégorie B et A des cadres d'emplois de la Police municipale dans la collectivité d'emploi.